# David Ostrosky
David Ostrosky Winograd (né le 13 septembre 1956 à Mexico et mort le 17 août 2023 dans la même ville) est un acteur mexicain. 

## Biographie
Son père est originaire de Russie et sa mère de Pologne.

## Filmographie

### Telenovelas
- 1984 : Principessa : Juan Carlos
- 1986 : Marionetas : Luis
- 1987 : Rosa salvaje : Carlos
- 1988 : Dos vidas
- 1989 : Teresa : Willy
- 1991 : La pícara soñadora : Claudio Rendón
- 1991 : Alcanzar una estrella II : Roberto
- 1992 : Las secretas intenciones : Dr Gilberto Fuentes
- 1992 : María Mercedes
- 1993 : Valentina : Diego
- 1994 : Agujetas de color de rosa : Víctor Manuel
- 1995 : Bajo un mismo rostro : Rubén
- 1995-1996 : María la del barrio : Zabala
- 1996 : Marisol : Mariano Ruiz
- 1996 : La antorcha encendida : Mariano Abásolo
- 1997 : Alguna vez tendremos alas : Dr Ricardo Aguilera
- 1997 : El secreto de Alejandra : Rubén
- 1998-1999 : El diario de Daniela : Gustavo Corona
- 1999-2000 : Cuento de Navidad
- 2000 : La casa en la playa : César Villareal
- 2000-2001 : Carita de ángel : Dr José Velasco
- 2001 : El derecho de nacer : José Rivera
- 2001 : Sin pecado concebido : Enrique
- 2001-2002 : El juego de la vida : Rafael
- 2002-2003 : ¡Vivan los niños! : Dr Bernardo Arias
- 2003 : Bajo la misma piel : Jaime Sandoval
- 2004 : Amy, la niña de la mochila azul : Sebastián Hinojosa
- 2005-2006 : Alborada : Agustín de Corsa
- 2005-2006 : Barrera de amor : Ulises Santillana
- 2006 : Duelo de pasiones : Elías Bernal
- 2007 : Destilando amor : Eduardo Saldívar
- 2008-2009 : En nombre del amor : Dr Rodolfo Bermúdez
- 2010 : Soy tu dueña : Moisés Macotela
- 2011 : Cuando me enamoro : Benjamín Casillas
- 2011 : Una familia con suerte : Lic. Ernesto Quesada
- 2012 : Un refugio para el amor : Claudio Linares
- 2012 : Porque el amor manda : Lic. Astudillo
- 2013 : Por siempre mi amor : Gilberto Cervantes
- 2014 : Hasta el fin del mundo : Martín  Coría

### Séries de télévision
- 2008 : Mujeres asesinas : le père de Sandra Luisa
- 2008 : Central de Abastos : le père de Jimena
- 2009 : Los simuladores - Saison II
- 2018 - 2019 : La casa de las flores : Dr Salomón Cohen (16 épisodes)

### Films
- 1990 : Triste recuerdo
- 1992 : Les Épices de la passion : Juan de la Garza. Réalisation : Alfonso Arau
- 1999 : La segunda noche : Saúl
- 2007 : Morirse esta en Hebreo
- 2009 : Secretos de Familia

### Théâtre
- 2009 : Doce hombres en pugna.